# La edad del acero
La edad del acero (The Age of Steel) es el sexto episodio de la segunda temporada de la serie británica de ciencia ficción Doctor Who, emitido originalmente el 20 de mayo de 2006. Es la segunda parte de una historia en dos episodios que comenzó con La ascensión de los Cybermen y que fue la primera aparición de los Cybermen desde Silver Nemesis en 1988. Al final del episodio, Mickey Smith se despide del Doctor y Rose para quedarse en el universo paralelo.

## Argumento
El episodio comienza en el mismo punto donde termina La ascensión de los Cybermen. Los Cybermen tienen rodeados al Doctor, Rose, Mickey y los Predicadores. El Doctor usa la energía de la célula recargándose para sobrecargar a los Cybermen, desintegrándolos. El grupo escapa con Pete Tyler, pero Jackie está atrapada en el interior y es dada por muerta. Mientras huyen, Pete explica a los Predicadores que él es Gemini, su contacto secreto en Lumic. Pete había pensado que se comunicaba con los defensores de la ley, pero por accidente metió en el asunto a los Predicadores. Desde su zepelin sobrevolando, John Lumic ordena a los Cybermen activar los dispositivos auriculares para que tomen control de las mentes de los londinenses y que vayan a la conversión.
Cuando llegan a Londres, el grupo descubre el zepelin de Lumic amarrado cerca de la estación de energía y se dirigen hacia allí. Los Cybermen matan a Ricky cuando intenta escalar una valla para encontrarse con Mickey. Tras inspeccionar la estación de energía, el Doctor determina que deben destruir el transmisor auricular que hay en el zepelin. Mickey y Jake deciden abordar el zepelin, Pete y Rose pasaran como humanos controlados por los auriculares, y el Doctor y la Sra Moore intentarán abrirse camino hasta Lumic. Pete y Rose son capturados por los Cybermen cuando Jackie, ahora ya convertida, les ve. La Sra. Moore es asesinada por un Cyberman, pero el Doctor descubre que cada unidad contiene un inhibidor de emociones para evitar que su lado humano tome el control. Deduce que si desactiva la señal de los inhibidores, al darse cuenta de en qué se han convertido, los CYbermen morirán. El Doctor es capturado por un Cyberman y le llevan ante Lumic.
En la oficina de Lumic, el Doctor descubre que los Cybermen han capturado a Pete y Rose y que han convertido a la fuerza a Lumic en el Cybercontrolador. Mickey y Jake logran desactivar el transmisor del zepelin, haciendo que los humanos que están a punto de ser convertidos huyan. El Doctor intenta razonar con Lumic para detener las conversiones, pero Lumic dice que los Cybermen simplemente se llevarán a la humanidad a la fuerza. El Doctor, por la cámara de vigilancia de la oficina de Lumic, le dice sutilmente a Mickey, desde el zepelin, que encuentren el código de inhibición. Mickey lo localiza en el ordenador y se lo envía al teléfono de Rose. El Doctor enchufa el teléfono en el sistema informático, provocando que la señal inhibidora caiga y el ejército de Cybermen caiga desesperado. La fábrica de conversión comienza a arder, y el grupo escapa al zepelin dejando a Lumic para morir. En el zepelin, se dan cuenta de que Lumic les sigue, y Pete usa el destornillador sónico del Doctor para cortar la escalera, haciendo que Lumic caiga hacia la muerte en la fábrica que explota.
El Doctor, Rose y Mickey regresan con Jake y Pete a la TARDIS muerta. El Doctor enchufa la célula de energía recargada y la revive. Rose revela a Pete que en un universo paralelo ella es su hija. Un abrumado Pete rechaza su oferta de unirse a ellos en la TARDIS y se aleja de Rose, haciéndola llorar. Mickey decide que él también se quedará en el universo paralelo para ayudar a cuidar de su abuela y para ayudar a los Predicadores a acabar con los Cybermen que queden. Después de que se desmaterializa la TARDIS, Mickey y Jake planean destruir una fábrica de Industrias Cybus en París.

### Continuidad
La expresión de Lumic "¡Excelente!" es una referencia a la frase fuera de lugar que los Cybermen han usado en historias anteriores (a partir de Revenge of the Cybermen). Los comentarios del Doctor sobre los Cybermen de su universo confirman que el origen de los Cybermen de este universo no es una reescritura de los orígenes de los Cybermen de Mondas establecido en The Tenth Planet. Los Cybermen Cybus volverán a aparecer en el final de la temporada, El ejército de fantasmas / El día del Juicio Final. El primer Cybercontrolador había aparecido en The Tomb of the Cybermen, y más tarde en Attack of the Cybermen, como un Cyberman de diseño diferente con un cráneo alargado.
Mickey refiere que se siente como si fuera el "perro de hojalata", una comparación con el antiguo acompañante del Doctor K-9. En Reunión escolar, Mickey dice que se une a la tripulación de la TARDIS porque no quiere ser el "perro de hojalata" nunca más, referencia a cómo él se quedaba en casa para proporcionar apoyo mientras el Doctor y Rose iban de aventuras. Mientras el Doctor se despide de Mickey, bromenado le dice "Mickey, el idiota", el mote que el Noveno Doctor le dio durante Explosión en la ciudad. El Doctor usó repetidamente la palabra "idiota" para llamar la atención de Mickey durante los eventos en la oficina de Lumic. Mickey le dice a Jake que él una vez salvó el universo con una enorme grúa amarilla. Esto es una referencia a El momento de la despedida, cuando Mickey abrió el corazón de la TARDIS con una grúa, permitiéndole a Rose regresar al futuro para derrotar a los Daleks.
El Doctor menciona atacar la fábrica Cybus en tres puntos: "Por arriba, por el medio y por debajo". Esto es una referencia a The Five Doctors, cuando el Segundo Doctor recita una antigua nana gallifreyana sobre las tres posibles entradas a la tumba de Rassilon.

## Producción
Según una entrevista con Andrew Hayden-Smith, y comentarios de Russel T Davies en una rueda de prensa, Ricky y Jake originalmente iban a ser gais y novios. Una escena eliminada incluida en la compilación en DVD de la temporada lo confirma.
Este episodio, junto con Rise of the Cybermen se produjo en el mismo bloque de producción que el final de la historia, El ejército de fantasmas y El día del Juicio Final. Los exteriores se rodaron en el Coal Exchange y Mount Stuart Square, en la bahía de Cardiff. Se reutilizó metraje de Rose, específicamente la escena de la destrucción de la Conciencia Nestene, como parte de la escena de la destrucción de la fábrica de Cyberconversión de Battersea.

## Emisión y recepción
Las mediciones nocturnas de audiencia del episodio fueron de 6,85 millones (un 36% de cuota de pantalla), con picos de 7,7 millones. La cifra final subió a 7,63 millones. Tuvo una puntuación de apreciación de 86.
Este episodio se publicó junto con La ascensión de los Cybermen y La caja tonta en DVD básico sin extras. También se publicó en la compilación de la segunda temporada y en otra compilación sobre los Cybermen.
Ahsan Haque, de IGN, le dio a La edad del acero una puntuación de 7,9 sobre 10, alabando la forma en que Mickey se hizo independiente. Sin embargo, notó que funcionó como "episodio de palomitas", con la historia Cybermen una "decepción y "de libro", con la conversación del Doctor y Lumic sobre las emociones algo que ya había sido cubierto ampliamente en la ciencia ficción. Nick Setchfield de SFX le dio a las dos partes una crítica positiva, alabando la dirección de Harper, que pensaba le añadió imaginación y amenaza a los Cybermen y el universo paralelo. Sin embargo, pensó que la interpretación de Lloyd-Pack era demasiado sobreactuada para la actual encarnación "más sutil" de Doctor Who, lo que hizo que apareciera como "rechinantemente bidimensional".